# Jewgienij Kafielnikow
Jewgienij Aleksandrowicz Kafielnikow, ros. Евгений Александрович Кафельников (ur. 18 lutego 1974 w Soczi) – rosyjski tenisista, lider światowego rankingu ATP w grze pojedynczej, zwycięzca turniejów wielkoszlemowych w singlu i deblu, zdobywca złotego medalu igrzysk olimpijskich w Sydney (2000), zdobywca Pucharu Davisa.

## Kariera tenisowa
Jako zawodowy tenisista występował w latach 1992–2003.
W 1994 roku przyznano Kafielnikowowi tytuł ATP Most Improved Player of the Year (największy postęp w sezonie) za awans ze 104. na 11. miejsce w rankingu.
W grze pojedynczej Rosjanin zwyciężył w 26 turniejach rangi ATP World Tour oraz uczestniczył w 20 finałach. W 1996 roku został mistrzem wielkoszlemowego French Open, po pokonaniu w finale Michaela Sticha. W 1999 roku wygrał Australian Open – w finale był lepszy od Thomasa Enqvista. Rok później Kafielnikow przegrał finał Australian Open z Andre Agassim.
W grze podwójnej tenisista rosyjski triumfował w 27 imprezach ATP World Tour oraz dochodził do 14 finałów. W 1996, 1997 i 2002 roku wygrał French Open. W 1996 i 1997 roku dokonał tego z Danielem Vackiem, a w 2002 roku z Paulem Haarhuisem. W 1997 roku został także zwycięzcą US Open, wspólnie z Vackiem. W 2003 roku przegrał razem z Haarhuisem finał French Open.
Kafielnikow wygrywając French Open z 1996 roku stał się pierwszym tenisistą od czasów Kena Rosewalla, który zdobył tytuł zarówno w singlu i deblu w jednych zawodach wielkoszlemowych. Rosewall dokonał tego wyczynu w 1972 roku podczas Australian Open.
Przez całą swoją karierę Kafielnikow reprezentował Rosję w Pucharze Davisa. W 2002 roku Rosjanie zdobyli pierwszy w historii tytuł w zawodach, a Kafielnikow uczestniczył w tej edycji od początku, od rywalizacji w I rundzie przeciwko Szwajcarii, do finału przeciwko Francji. W finałowej rundzie z Francją przegrał w singlu z Sébastienem Grosjeanem, a także w deblu w parze z Maratem Safinem z Nicolasem Escudé i Fabrice’em Santoro. W 1994 i 1995 roku awansował również z reprezentacją do finału zawodów.
W 2000 roku Kafielnikow zdobył złoty medal podczas igrzysk olimpijskich w Sydney w grze pojedynczej, po pokonaniu w finale Tommy’ego Haasa.
W rankingu gry pojedynczej Kafielnikow najwyżej był na 1. miejscu (3 maja 1999), a w klasyfikacji gry podwójnej na 4. pozycji (30 marca 1998). Pozycję lidera wśród singlistów utrzymywał łącznie przez 6 tygodni.
W 2019 został uhonorowany miejscem w Międzynarodowej Tenisowej Galerii Sławy.
Rosjanin preferował grę z głębi kortu, wyróżniając się siłą uderzeń i pełnym zdecydowaniem w swoich zagraniach. Dzięki występom w deblu dysponował agresywnym wolejem i potrafił atakować przy siatce.

### Finały w turniejach ATP World Tour
| Legenda                                      |
| -------------------------------------------- |
| Wielki Szlem                                 |
| Igrzyska olimpijskie                         |
| Tennis Masters Cup / ATP Finals              |
| ATP Masters Series / ATP Tour Masters 1000   |
| ATP International Series Gold / ATP Tour 500 |
| ATP International Series / ATP Tour 250      |

#### Gra pojedyncza (26–20)
| Końcowy wynik | Nr  | Data                 | Turniej                    | Nawierzchnia    | Przeciwnik         | Wynik finału               |
| ------------- | --- | -------------------- | -------------------------- | --------------- | ------------------ | -------------------------- |
| Zwycięzca     | 1.  | 9 stycznia 1994      | Adelaide                   | Twarda          | Aleksandr Wołkow   | 6:4, 6:3                   |
| Zwycięzca     | 2.  | 6 marca 1994         | Kopenhaga                  | Dywanowa (hala) | Daniel Vacek       | 6:3, 7:5                   |
| Finalista     | 1.  | 8 maja 1994          | Hamburg                    | Ceglana         | Andrij Medwediew   | 4:6, 4:6, 6:3, 3:6         |
| Zwycięzca     | 3.  | 28 sierpnia 1994     | Long Island                | Twarda          | Cédric Pioline     | 5:7, 6:1, 6:2              |
| Zwycięzca     | 4.  | 19 lutego 1995       | Mediolan                   | Dywanowa (hala) | Boris Becker       | 7:5, 5:7, 7:6(6)           |
| Zwycięzca     | 5.  | 26 marca 1995        | Petersburg                 | Dywanowa (hala) | Guillaume Raoux    | 6:2, 6:2                   |
| Finalista     | 2.  | 23 kwietnia 1995     | Nicea                      | Ceglana         | Marc Rosset        | 4:6, 0:6                   |
| Zwycięzca     | 6.  | 16 lipca 1995        | Gstaad                     | Ceglana         | Jakob Hlasek       | 6:3, 6:4, 3:6, 6:3         |
| Zwycięzca     | 7.  | 27 sierpnia 1995     | Long Island                | Twarda          | Jan Siemerink      | 7:6, 6:2                   |
| Zwycięzca     | 8.  | 7 stycznia 1996      | Adelaide                   | Twarda          | Byron Black        | 7:6, 3:6, 6:1              |
| Finalista     | 3.  | 10 marca 1996        | Rotterdam                  | Dywanowa (hala) | Goran Ivanišević   | 4:6, 6:3, 3:6              |
| Finalista     | 4.  | 31 marca 1996        | Petersburg                 | Dywanowa (hala) | Magnus Gustafsson  | 2:6, 6:7(4)                |
| Zwycięzca     | 9.  | 5 maja 1996          | Praga                      | Ceglana         | Bohdan Ulihrach    | 7:5, 1:6, 6:3              |
| Zwycięzca     | 10. | 8 czerwca 1996       | French Open, Paryż         | Ceglana         | Michael Stich      | 7:6(4), 7:5, 7:6(4)        |
| Finalista     | 5.  | 23 czerwca 1996      | Halle                      | Trawiasta       | Nicklas Kulti      | 7:6(5), 3:6, 4:6           |
| Finalista     | 6.  | 21 lipca 1996        | Stuttgart                  | Ceglana         | Thomas Muster      | 2:6, 2:6, 4:6              |
| Zwycięzca     | 11. | 6 października 1996  | Lyon                       | Dywanowa (hala) | Arnaud Boetsch     | 7:5, 6:3                   |
| Finalista     | 7.  | 3 listopada 1996     | Paryż                      | Twarda (hala)   | Thomas Enqvist     | 2:6, 4:6, 5:7              |
| Finalista     | 8.  | 10 listopada 1996    | Moskwa                     | Dywanowa (hala) | Goran Ivanišević   | 6:3, 1:6, 3:6              |
| Zwycięzca     | 12. | 15 czerwca 1997      | Halle                      | Trawiasta       | Petr Korda         | 7:6(2), 6:7(5), 7:6(7)     |
| Zwycięzca     | 13. | 17 sierpnia 1997     | New Haven                  | Twarda          | Patrick Rafter     | 7:6(4), 6:4                |
| Zwycięzca     | 14. | 9 listopada 1997     | Moskwa                     | Dywanowa (hala) | Petr Korda         | 7:6(2), 6:4                |
| Finalista     | 9.  | 16 listopada 1997    | Hanower                    | Twarda (hala)   | Pete Sampras       | 3:6, 2:6, 2:6              |
| Finalista     | 10. | 8 lutego 1998        | Marsylia                   | Twarda (hala)   | Thomas Enqvist     | 4:6, 1:6                   |
| Zwycięzca     | 15. | 1 marca 1998         | Londyn                     | Dywanowa (hala) | Cédric Pioline     | 7:5, 6:4                   |
| Zwycięzca     | 16. | 14 czerwca 1998      | Halle                      | Trawiasta       | Magnus Larsson     | 6:4, 6:4                   |
| Finalista     | 11. | 20 września 1998     | Taszkent                   | Twarda          | Tim Henman         | 5:7, 4:6                   |
| Finalista     | 12. | 1 października 1998  | Stuttgart                  | Twarda (hala)   | Richard Krajicek   | 4:6, 3:6, 3:6              |
| Zwycięzca     | 17. | 15 listopada 1998    | Moskwa                     | Dywanowa (hala) | Goran Ivanišević   | 7:6(2), 7:6(5)             |
| Zwycięzca     | 18. | 31 stycznia 1999     | Australian Open, Melbourne | Twarda          | Thomas Enqvist     | 4:6, 6:0, 6:3, 7:6(1)      |
| Zwycięzca     | 19. | 21 lutego 1999       | Rotterdam                  | Dywanowa (hala) | Tim Henman         | 6:2, 7:6(3)                |
| Finalista     | 13. | 8 sierpnia 1999      | Montreal                   | Twarda          | Thomas Johansson   | 6:1, 3:6, 3:6              |
| Finalista     | 14. | 22 sierpnia 1999     | Waszyngton                 | Twarda          | Andre Agassi       | 6:7(3), 1:6                |
| Zwycięzca     | 20. | 14 listopada 1999    | Moskwa                     | Dywanowa (hala) | Byron Black        | 7:6(2), 6:4                |
| Finalista     | 15. | 30 stycznia 2000     | Australian Open, Melbourne | Twarda          | Andre Agassi       | 6:3, 3:6, 2:6, 4:6         |
| Finalista     | 16. | 27 lutego 2000       | Londyn                     | Twarda (hala)   | Marc Rosset        | 4:6, 4:6                   |
| Zwycięzca     | 21. | 1 października 2000  | Sydney                     | Twarda          | Tommy Haas         | 7:6(4), 3:6, 6:2, 4:6, 6:3 |
| Zwycięzca     | 22. | 29 października 2000 | Moskwa                     | Dywanowa (hala) | David Prinosil     | 6:2, 7:5                   |
| Finalista     | 17. | 26 listopada 2000    | Sztokholm                  | Twarda (hala)   | Thomas Johansson   | 2:6, 4:6, 4:6              |
| Zwycięzca     | 23. | 18 lutego 2001       | Marsylia                   | Twarda (hala)   | Sébastien Grosjean | 7:6(5), 6:2                |
| Finalista     | 18. | 16 września 2001     | Taszkent                   | Twarda          | Marat Safin        | 2:6, 2:6                   |
| Zwycięzca     | 24. | 7 października 2001  | Moskwa                     | Dywanowa (hala) | Nicolas Kiefer     | 6:4, 7:5                   |
| Finalista     | 19. | 4 listopada 2001     | Paryż                      | Twarda (hala)   | Sébastien Grosjean | 6:7(3), 1:6, 7:6(5), 4:6   |
| Zwycięzca     | 25. | 16 czerwca 2002      | Moskwa                     | Trawiasta       | Nicolas Kiefer     | 2:6, 6:4, 6:4              |
| Zwycięzca     | 26. | 15 września 2002     | Taszkent                   | Twarda          | Uładzimir Wałczkou | 7:6(6), 7:5                |
| Finalista     | 20. | 2 lutego 2003        | Mediolan                   | Dywanowa (hala) | Martin Verkerk     | 4:6, 7:5, 5:7              |

#### Gra podwójna (27–14)
| Końcowy wynik | Nr  | Data                 | Turniej            | Nawierzchnia    | Partner           | Przeciwnicy                          | Wynik finału   |
| ------------- | --- | -------------------- | ------------------ | --------------- | ----------------- | ------------------------------------ | -------------- |
| Finalista     | 1.  | 6 lutego 1994        | Marsylia           | Dywanowa (hala) | Martin Damm       | Jan Siemerink Daniel Vacek           | 7:6, 4:6, 1:6  |
| Zwycięzca     | 1.  | 10 kwietnia 1994     | Barcelona          | Ceglana         | David Rikl        | Jim Courier Javier Sánchez           | 5:7, 6:1, 6:4  |
| Finalista     | 2.  | 24 kwietnia 1994     | Monte Carlo        | Ceglana         | Daniel Vacek      | Nicklas Kulti Magnus Larsson         | 6:3, 6:7, 4:6  |
| Zwycięzca     | 2.  | 1 maja 1994          | Monachium          | Ceglana         | David Rikl        | Boris Becker Petr Korda              | 7:6, 7:5       |
| Zwycięzca     | 3.  | 15 maja 1994         | Rzym               | Ceglana         | David Rikl        | Wayne Ferreira Javier Sánchez        | 6:1, 7:5       |
| Zwycięzca     | 4.  | 23 października 1994 | Lyon               | Dywanowa (hala) | Jakob Hlasek      | Martin Damm Patrick Rafter           | 6:7, 7:6, 7:6  |
| Finalista     | 3.  | 19 marca 1995        | Petersburg         | Dywanowa (hala) | Jakob Hlasek      | Martin Damm Anders Järryd            | 4:6, 2:6       |
| Zwycięzca     | 5.  | 9 kwietnia 1995      | Estoril            | Ceglana         | Andriej Olchowski | Marc-Kevin Goellner Diego Nargiso    | 5:7, 7:5, 6:2  |
| Zwycięzca     | 6.  | 14 maja 1995         | Hamburg            | Ceglana         | Wayne Ferreira    | Byron Black Andriej Olchowski        | 6:1, 7:6       |
| Finalista     | 4.  | 25 czerwca 1995      | Halle              | Trawiasta       | Andriej Olchowski | Jacco Eltingh Paul Haarhuis          | 2:6, 6:3, 3:6  |
| Zwycięzca     | 7.  | 31 lipca 1995        | Montreal           | Twarda          | Andriej Olchowski | Brian MacPhie Sandon Stolle          | 6:4, 6:4       |
| Zwycięzca     | 8.  | 22 października 1995 | Lyon               | Dywanowa (hala) | Jakob Hlasek      | John-Laffnie de Jager Wayne Ferreira | 6:3, 6:3       |
| Finalista     | 5.  | 25 lutego 1996       | Antwerpia          | Dywanowa (hala) | Menno Oosting     | Jonas Björkman Nicklas Kulti         | 4:6, 4:6       |
| Zwycięzca     | 9.  | 24 marca 1996        | Petersburg         | Dywanowa (hala) | Andriej Olchowski | Nicklas Kulti Peter Nyborg           | 6:3, 6:4       |
| Zwycięzca     | 10. | 5 maja 1996          | Praga              | Ceglana         | Daniel Vacek      | Luis Lobo Javier Sánchez             | 6:3, 6:7, 6:3  |
| Zwycięzca     | 11. | 8 czerwca 1996       | French Open, Paryż | Ceglana         | Daniel Vacek      | Guy Forget Jakob Hlasek              | 6:2, 6:3       |
| Finalista     | 6.  | 23 czerwca 1996      | Halle              | Trawiasta       | Daniel Vacek      | Byron Black Grant Connell            | 1:6, 5:7       |
| Zwycięzca     | 12. | 29 września 1996     | Bazylea            | Twarda (hala)   | Daniel Vacek      | David Adams Menno Oosting            | 6:3, 6:4       |
| Zwycięzca     | 13. | 13 października 1996 | Wiedeń             | Dywanowa (hala) | Daniel Vacek      | Pavel Vízner Menno Oosting           | 7:6, 6:4       |
| Finalista     | 7.  | 3 listopada 1996     | Paryż              | Dywanowa (hala) | Daniel Vacek      | Jacco Eltingh Paul Haarhuis          | 4:6, 6:4, 6:7  |
| Zwycięzca     | 14. | 7 czerwca 1997       | French Open, Paryż | Ceglana         | Daniel Vacek      | Todd Woodbridge Mark Woodforde       | 7:6, 4:6, 6:3  |
| Zwycięzca     | 15. | 13 lipca 1997        | Gstaad             | Ceglana         | Daniel Vacek      | Trevor Kronemann David Macpherson    | 4:6, 7:6, 6:3  |
| Zwycięzca     | 16. | 6 września 1997      | US Open, Nowy Jork | Twarda          | Daniel Vacek      | Jonas Björkman Nicklas Kulti         | 7:6, 6:3       |
| Zwycięzca     | 17. | 22 lutego 1998       | Antwerpia          | Twarda          | Wayne Ferreira    | Tomás Carbonell Francisco Roig       | 7:5, 3:6, 6:2  |
| Finalista     | 8.  | 1 marca 1998         | Londyn             | Dywanowa (hala) | Daniel Vacek      | Martin Damm Jim Grabb                | 4:6, 5:7       |
| Zwycięzca     | 18. | 18 października 1998 | Wiedeń             | Dywanowa (hala) | Daniel Vacek      | David Adams John-Laffnie de Jager    | 7:5, 6:3       |
| Finalista     | 9.  | 15 listopada 1998    | Moskwa             | Dywanowa (hala) | Daniel Vacek      | Jared Palmer Jeff Tarango            | 4:6, 7:6, 2:6  |
| Zwycięzca     | 19. | 18 kwietnia 1999     | Barcelona          | Ceglana         | Paul Haarhuis     | Massimo Bertolini Cristian Brandi    | 7:5, 6:3       |
| Finalista     | 10. | 20 lutego 2000       | Rotterdam          | Twarda (hala)   | Tim Henman        | David Adams John-Laffnie de Jager    | 7:5, 2:6, 3:6  |
| Zwycięzca     | 20. | 23 kwietnia 2000     | Monte Carlo        | Ceglana         | Wayne Ferreira    | Paul Haarhuis Sandon Stolle          | 6:3, 2:6, 6:1  |
| Finalista     | 11. | 14 maja 2000         | Rzym               | Ceglana         | Wayne Ferreira    | Martin Damm Dominik Hrbatý           | 4:6, 6:4, 3:6  |
| Zwycięzca     | 21. | 15 października 2000 | Wiedeń             | Twarda (hala)   | Nenad Zimonjić    | Jiří Novák David Rikl                | 6:4, 6:4       |
| Zwycięzca     | 22. | 18 marca 2001        | Indian Wells       | Twarda          | Wayne Ferreira    | Jonas Björkman Todd Woodbridge       | 6:2, 7:5       |
| Zwycięzca     | 23. | 13 maja 2001         | Rzym               | Ceglana         | Wayne Ferreira    | Daniel Nestor Sandon Stolle          | 6:4, 7:6(6)    |
| Zwycięzca     | 24. | 28 października 2001 | Petersburg         | Twarda (hala)   | Dienis Gołowanow  | Irakli Labadze Marat Safin           | 7:5, 6:4       |
| Finalista     | 12. | 21 kwietnia 2002     | Monte Carlo        | Ceglana         | Paul Haarhuis     | Jonas Björkman Todd Woodbridge       | 3:6, 6:3, 7–10 |
| Zwycięzca     | 25. | 8 czerwca 2002       | French Open, Paryż | Ceglana         | Paul Haarhuis     | Mark Knowles Daniel Nestor           | 7:5, 6:4       |
| Zwycięzca     | 26. | 16 marca 2003        | Indian Wells       | Twarda          | Wayne Ferreira    | Bob Bryan Mike Bryan                 | 3:6, 7:5, 6:4  |
| Finalista     | 13. | 8 czerwca 2003       | French Open, Paryż | Ceglana         | Paul Haarhuis     | Bob Bryan Mike Bryan                 | 6:7(3), 3:6    |
| Finalista     | 14. | 20 lipca 2003        | Stuttgart          | Ceglana         | Kevin Ullyett     | Tomáš Cibulec Pavel Vízner           | 6:3, 3:6, 4:6  |
| Zwycięzca     | 27. | 3 sierpnia 2003      | Waszyngton         | Twarda          | Sarkis Sarksjan   | Chris Haggard Paul Hanley            | 7:5, 4:6, 6:2  |

### Starty wielkoszlemowe

#### Gra pojedyncza
| Turniej         | 1992 | 1993 | 1994 | 1995 | 1996 | 1997 | 1998 | 1999 | 2000 | 2001 | 2002 | 2003 | Bilans w turnieju |
| --------------- | ---- | ---- | ---- | ---- | ---- | ---- | ---- | ---- | ---- | ---- | ---- | ---- | ----------------- |
| Australian Open | –    | –    | 2R   | QF   | QF   | –    | –    | W    | F    | QF   | 2R   | 2R   | 28–7              |
| French Open     | –    | 2R   | 3R   | SF   | W    | QF   | 2R   | 2R   | QF   | QF   | 2R   | 2R   | 31–10             |
| Wimbledon       | –    | –    | 3R   | QF   | 1R   | 4R   | 1R   | 3R   | 2R   | 3R   | 3R   | 1R   | 16–10             |
| US Open         | –    | –    | 4R   | 3R   | –    | 2R   | 4R   | SF   | 3R   | SF   | 2R   | 3R   | 24–9              |
| Bilans spotkań  | 0–0  | 1–1  | 8–4  | 15–4 | 11–2 | 8–3  | 4–3  | 15–3 | 13–4 | 15–4 | 5–4  | 4–4  | 99–36             |

#### Gra podwójna
| Turniej         | 1992 | 1993 | 1994 | 1995 | 1996 | 1997 | 1998 | 1999 | 2000 | 2001 | 2002 | 2003 | Bilans w turnieju |
| --------------- | ---- | ---- | ---- | ---- | ---- | ---- | ---- | ---- | ---- | ---- | ---- | ---- | ----------------- |
| Australian Open | –    | –    | 1R   | QF   | 3R   | –    | –    | QF   | 3R   | 3R   | 2R   | 2R   | 14–8              |
| French Open     | –    | –    | 2R   | QF   | W    | W    | 2R   | QF   | QF   | 1R   | W    | F    | 34–7              |
| Wimbledon       | –    | –    | SF   | SF   | 3R   | 1R   | 3R   | 2R   | –    | –    | 3R   | 3R   | 17–6              |
| US Open         | –    | –    | 1R   | 2R   | –    | W    | 2R   | 1R   | SF   | 2R   | 3R   | 1R   | 15–8              |
| Bilans spotkań  | 0–0  | 0–0  | 5–4  | 11–4 | 10–2 | 12–1 | 4–3  | 7–3  | 9–3  | 3–3  | 11–3 | 8–3  | 80–29             |